# نیکلاس فارینا
نیکلاس فارینا (انگلیسی: Nicolas Farina؛ زادهٔ ۹ اوت ۱۹۸۶) بازیکن فوتبال اهل فرانسه است.
از باشگاه‌هایی که در آن بازی کرده‌است می‌توان به باشگاه فوتبال متس، باشگاه فوتبال انرژی کوتبوس، باشگاه فوتبال پترولول پلویشت، و باشگاه فوتبال کن اشاره کرد.